# Krog (album)
Krog je peti studijski album slovenske rock skupine Društvo mrtvih pesnikov, izdan leta 2010 pri ZKP RTV Slovenija. Na albumu so nove le tri pesmi, ostale so predelave starejših pesmi skupine v elektronskih, synthpop aranžmajih.
Največjo uspešnico skupine "Ti si vse" je v aranžmaju Marijana Dovića na albumu posnel Slovenski oktet (brez sodelovanja z DMP).

## Ozadje
Material za novi, šesti avtorski album je skupina začela snovati kot četverec, vendar se je kmalu pokazala potreba po novem kitaristu. Skupini se je zato kot kitarist pridružil Peter Dekleva, ki bil takrat na Japonskem. V tistem času je deloval tudi v skupini Srečna mladina in v spremljevalnem bendu Guštija. Takoj se je vklopil v delo skupine in s svojim značilnim kitarskim slogom dal prepoznaven pečat nastajajočemu albumu Krog.
Osnovna ideja projekta je bila ob 20-letnici delovanja skupine reciklirati nekaj najbolj znanih, pa tudi manj znanih skladb skupine in jih z novimi, sodobnimi aranžmaji posneti na novo. ZKP RTVS je pokazala zanimanje za projekt in tudi snemanje je zato potekalo poleti 2010 v televizijskem Sinhro studiu pod z Žaretom Pakom v vlogi producenta.

## Promocija
Na dan izida so DMP izvedli promocijski koncert v ljubljanskem Kinu Šiška, kjer se jim je kot koncertni klaviaturist pridružil Boštjan Artiček. Skupini se je kasneje pridružil kot polnopraven član.
Kasneje so bile lansirane povsem nove avtorske skladbe "Rabm 2" (videospot kaže posnetek s koncerta), "Pingvin" in "Nebo nad Berlinom", med starejšimi, ki so doživele slogovno preobrazbo, pa sta bili večje medijske pozornosti deležni skladbi "Pod oblakom", ki se je zavrtela celo na ameriškem radiu v Tucsonu v Arizoni, in "V tvojih rokah". 
Jeseni leta 2013 je skupina lansirala še skladbo "Bojna črta" s pripadajočim videom, posnetim že v času albuma Vojna in mir, ki je zaokrožila večletni ciklus promocije novega materiala.

## Seznam pesmi
Vse pesmi sta aranžirala skupina Društvo mrtvih pesnikov in Žarko Pak.
| Št.             | Naslov                               | Originalna izvedba                | Dolžina |
| --------------- | ------------------------------------ | --------------------------------- | ------- |
| 1.              | „Ko prižgeš nov dan‟                 | Opus II (1996)                    | 4:08    |
| 2.              | „Pod oblakom‟                        | Neki rabm, da te ne pozabm (1998) | 4:26    |
| 3.              | „Nebo nad Berlinom‟                  | nova pesem                        | 4:43    |
| 4.              | „V tvojih rokah‟                     | Neki rabm, da te ne pozabm (1998) | 4:35    |
| 5.              | „Tvoj svet‟                          | Iskanje (1992)                    | 4:10    |
| 6.              | „Kaviar‟                             | nova pesem                        | 3:36    |
| 7.              | „Pingvin‟                            | nova pesem                        | 4:35    |
| 8.              | „25‟                                 | 20:00 (2000)                      | 4:06    |
| 9.              | „Rabm 2‟                             | Neki rabm, da te ne pozabm (1998) | 3:49    |
| 10.             | „Vse reke tečejo‟                    | Iskanje (1992)                    | 4:03    |
| 11.             | „Naftalin‟                           | Vojna in mir (2008)               | 4:30    |
| 12.             | „Ti si vse‟ (izvaja Slovenski oktet) | 20:00 (2000)                      | 4:05    |
| Skupna dolžina: | Skupna dolžina:                      | Skupna dolžina:                   | 56:17   |

## Zasedba
Društvo mrtvih pesnikov
- Alan Vitezič — vokal, kitara
- Peter Dekleva — kitara
- Marko Zajc — bobni
- Tomaž Koncilija — bas kitara
- Davor Klarič — klaviature

Tehnično osebje
- Žarko Pak — produkcija (1–12)
- Jože Vidic — produkcija (13)